# Midwinter Graces
Midwinter Graces är Tori Amos elfte studioalbum, utgivet 2009. Albumet finns i två utgåvor. Deluxe-utgåvan innehåller två extra låtar samt en DVD med en 30 minuters intervju med Tori Amos om albumet. Tash, Toris dotter, sjunger med på "Holly, Ivy and Rose".

## Releasedatum
- 6 november 2009 (Australien)
- 9 november 2009 (Frankrike)
- 10 november 2009 (USA)
- 16 november 2009 (Storbritannien)
- 27 november 2009 (Tyskland)

## Låtförteckning
1. What Child, Nowell
2. Star Of Wonder
3. A Silent Night With You
4. Candle: Coventry Carol
5. Holly, Ivy and Rose
6. Harps Of Gold
7. Snow Angel
8. Jeanette, Isabella
9. Pink And Glitter
10. Emmanuel
11. Winter's Carol
12. Our New Year

Bonusutgåva
1. Comfort And Joy
2. Stille Nacht! Heilige Nacht! (Silent Night! Holy Night!)

Bonuslåt för de som köper albumet från iTunes Store är Good King Wenceslas.